# Sigue/Forever My Love
Sigue/Forever My Love è un singolo del cantante colombiano J Balvin e del cantautore britannico Ed Sheeran, pubblicato il 25 marzo 2022.

## Descrizione
I due artisti si sono incontrati nel settembre 2021 presso una palestra di New York e, dopo aver stretto un legame d'amicizia, nel Natale dello stesso anno hanno programmato una giornata in uno studio di registrazione al fine di realizzare nuovo materiale. Riguardo alla collaborazione, J Balvin ha dichiarato:
Il brano Sigue è inoltre stato distribuito per la rotazione radiofonica, entrando anche nelle principali classifiche mondiali.

## Tracce
1. Sigue – 2:39
2. Forever My Love – 3:10

## Classifiche

### Sigue
| Classifica (2022) | Posizione massima |
| ----------------- | ----------------- |
| Argentina         | 42                |
| Belgio (Vallonia) | 47                |
| Canada            | 63                |
| Irlanda           | 87                |
| Italia            | 88                |
| Paesi Bassi       | 95                |
| Paraguay          | 84                |
| Portogallo        | 75                |
| Regno Unito       | 96                |
| Spagna            | 76                |
| Stati Uniti       | 89                |
| Svezia            | 99                |
| Svizzera          | 34                |

### Forever My Love
| Classifica (2022) | Posizione massima |
| ----------------- | ----------------- |
| Stati Uniti       | 107               |
| Svizzera          | 49                |